# Matrículas automovilísticas de Liechtenstein

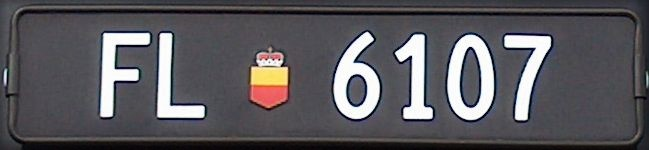
Matrícula de Liechtenstein

Las placas automovilísticas de Liechtenstein están compuestas por la sigla FL (Fürstentum Liechtenstein, Principado de Liechtenstein), seguida por el escudo de armas nacional y un número correlativo (que alcanza hasta los 5 dígitos). Están escritos en caracteres blancos sobre un fondo negro y usan la misma fuente y estilo que en el sistema suizo.